# يانيز يانشا
يانيز يانشا (بالسلوفينية: Janez Janša) ولد في 17 سبتمبر 1958 في ليوبليانا (يوغوسلافيا سابقا)، هو سياسي سلوفيني. منذ 1993 يترأس الحزب الديمقراطي السلوفيني. تحمل يانيز منصب رئيس وزراء سلوفينيا لمرتين بين 2004 و2008 وكذلك بين 2012 و2013. حكم عليه في 2014 بسنتين سجن، ولكنه ألغي من قبل المحكمة الدستورية بالإجماع في أبريل 2015. كما أنه أصبح رئيس وزراء سلوفينيا مجدداً في 13 مارس 2020.

## الحياة السياسية

### الولاية الثالثة
استقال مارجان ساريك من منصب رئيس وزراء سلوفينيا في بداية عام 2020، فانتخب يانيس يانشا رئيسًا موقتًا للوزراء في 3 مارس 2020، وأوكلت إليه مهمة تشكيل الحكومة الرابعة عشرة في تاريخ البلاد. وقد أدى اليمين الدستورية في 13 مارس/آذار 2020.

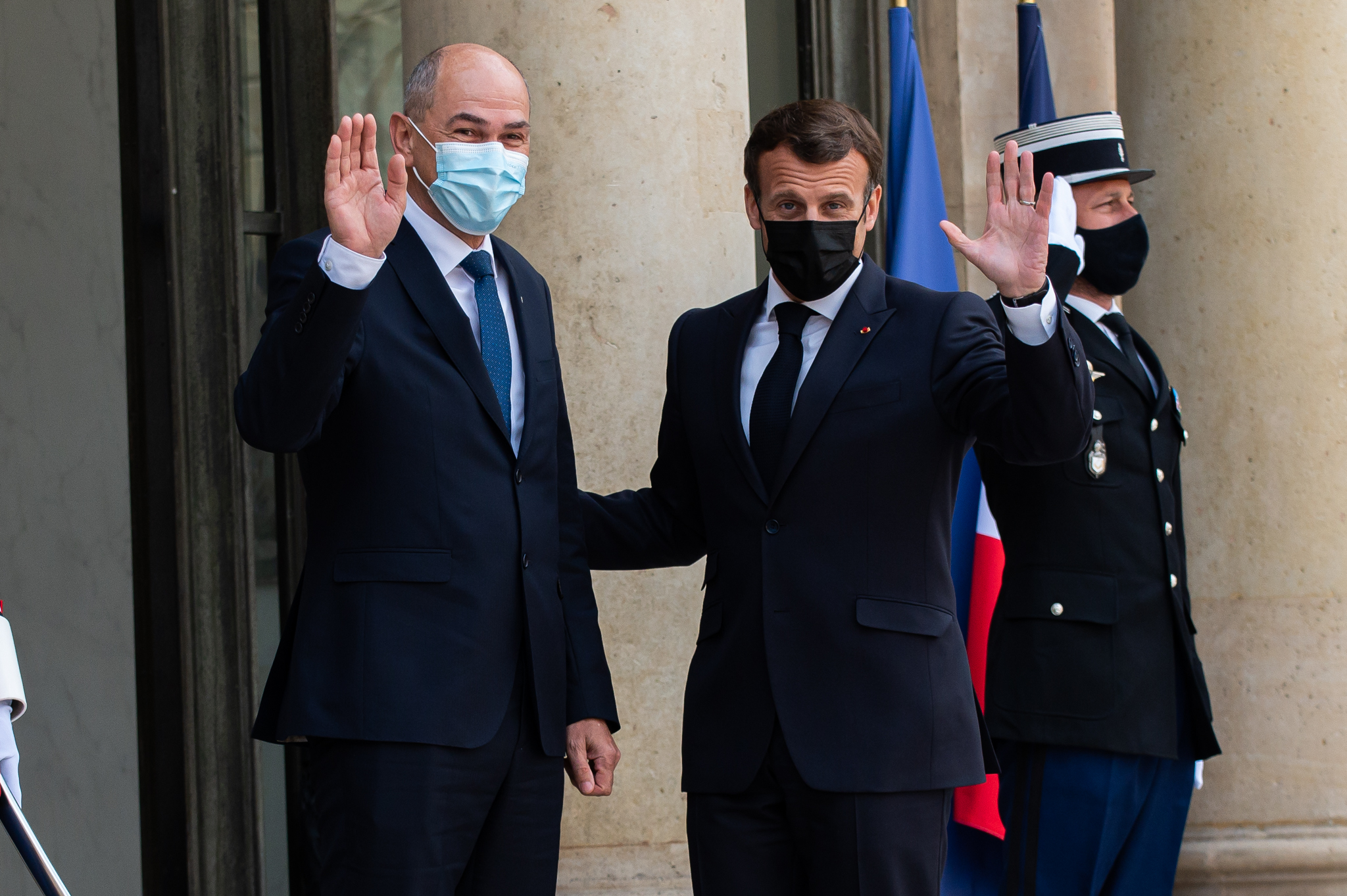
زيارة يانشا لباريس والتقاءه بماكرون في 6 يوليو 2021

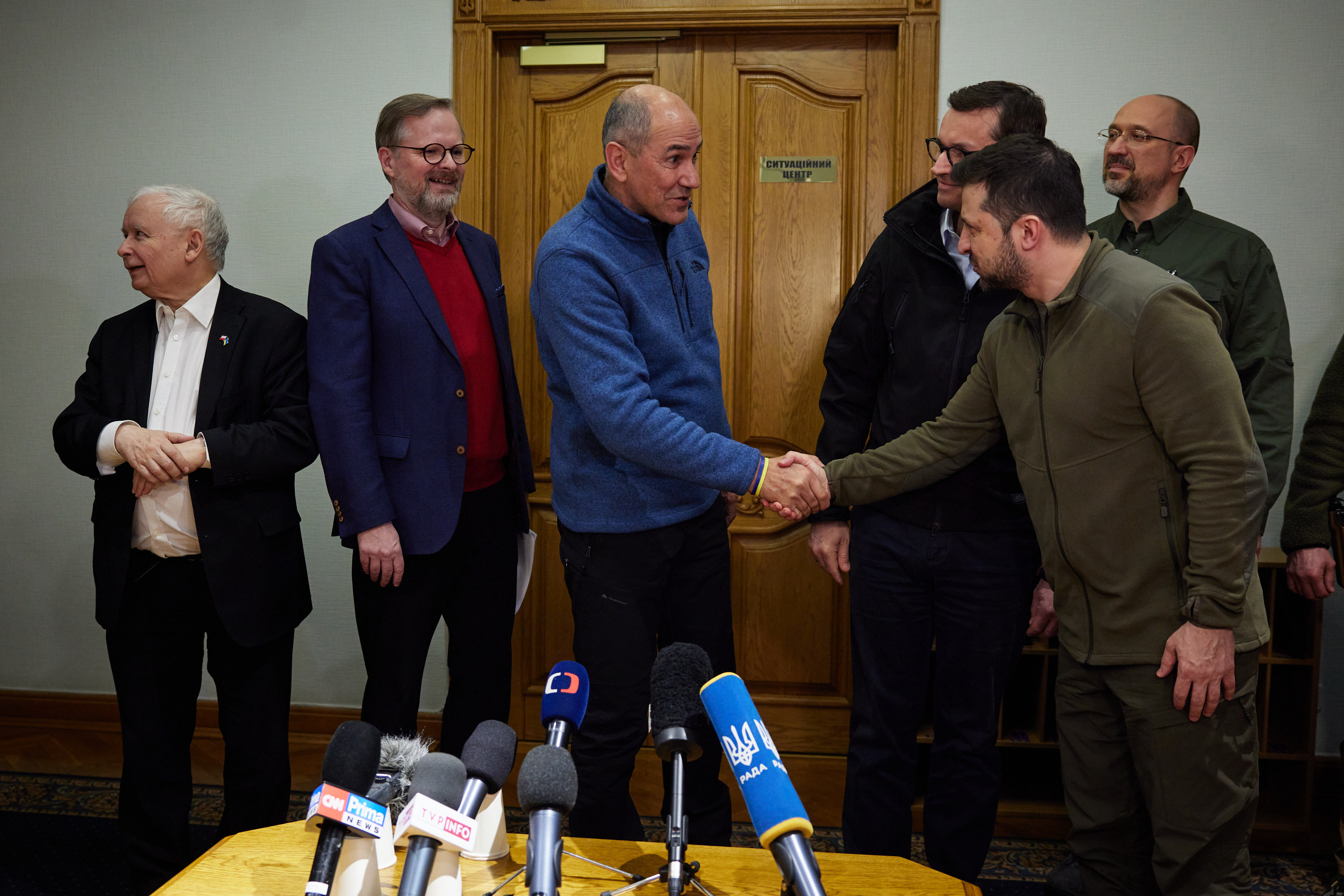
صورة لزيارة يانشا لكييف والالتقاء بزيلينسكي

، هنّأ يانشا دونالد ترامب على ما اعتبرها "إعادة انتخابه" في 4 نوفمبر 2020، أي بعد يوم من الانتخابات الرئاسية الأمريكية، ليكون بذلك الزعيم العالمي الوحيد الذي هنأ ترامب، في وقت كانت فيه وسائل الإعلام والمؤسسات الإخبارية قد أعلنت فيه فوز جو بايدن.
التقى يانشا بالرئيس الفرنسي إيمانويل ماكرون في باريس في 6 يوليو 2021. وصف يانشا سقوط كابل في يد حركة طالبان في أغسطس 2021 بأنه "أكبر هزيمة لحلف شمال الأطلسي في تاريخه".
بعدما غزت روسيا أوكرانيا، زار يانشا مع الوزراء البولندي ماتيوز موراوسكي، ونائب رئيس الوزراء ياروسلاف كاتشينسكي، ورئيس الوزراء التشيكي بيتر فيالا كييف في 15 مارس 2022 والتقوا بالرئيس الأوكراني فولوديمير زيلينسكي، في تعبير عن دعمهم لاستقلال أوكرانيا في مواجهة الغزو الروسي. انتهت الولاية الثالثة ليانشا في 13 مايو 2022، وخلفه رسميًا روبرت جولوب في 1 يونيو 2022.

#### ورقتا البلقان
نسب إلى يانشا إنشاء أو توزيع وثيقتين غير رسميتين نشرتهما وسائل الإعلام في أبريل 2021 عُرفتَا باسم ورقتا البلقان غير الرسميتان، دعتا إلى "التفكيك السلمي" للبوسنة والهرسك، وضم جمهورية صرب البوسنة إلى صربيا الكبرى، وأجزاء كبيرة من الهرسك ووسط البوسنة إلى كرواتيا الكبرى، وإنشاء دولة بوسنية صغيرة في وسط وغرب البوسنة.
قوبلت الأفكار الموجودة في الوثيقتين بانتقادات حادة وردود فعل قوية من عدد من القادة السياسيين في البوسنة والهرسك وصربيا وكرواتيا والجبل الأسود وسلوفينيا، فضلًا عن سياسيين أوروبيين وروس، من بينهم وزير الخارجية الروسي سيرغي لافروف ونائب رئيس المفوضية الأوروبية والممثل الأعلى للاتحاد الأوروبي للشؤون الخارجية والسياسة الأمنية جوزيب بوريل.
بعث عضو رئاسة البوسنة والهرسك شفيق جعفروفيتش برسالة قلق إلى رئيس المجلس الأوروبي شارل ميشيل. وفي أعقاب تداول الأخبار حول الوثائق، اتصل يانشا بجعفروفيتش، ونفى وجود أي "وثيقة غير رسمية بشأن تغيير الحدود في غرب البلقان"، مؤكدًا دعمه لـ "وحدة أراضي البوسنة والهرسك".

## روابط خارجية
- يانيز يانشا على موقع الموسوعة البريطانية (الإنجليزية)
- يانيز يانشا على موقع مونزينجر (الألمانية)

- الموقع الرسمي للحزب الديمقراطي السلوفيني.